# Oblast' autonoma ceceno-inguscia
L'oblast' autonoma ceceno-inguscia (in russo Чечено-Ингушская автономная область?) era un'oblast' autonoma della RSFS Russa,  dell'Unione Sovietica, creata il 15 gennaio 1934 dall'unione delle oblast' autonome cecena e inguscia.
Il 5 dicembre 1936 fu elevata allo status di Repubblica Socialista Sovietica Autonoma di Cecenia-Inguscezia.